# George W. Davis Motor Car Company
George W. Davis Motor Car Company, vorher George W. Davis Carriage Company,  war ein US-amerikanischer Hersteller von Automobilen.

## Unternehmensgeschichte
George W. Davis gründete 1902 die George W. Davis Carriage Company zur Kutschenherstellung. Der Sitz war in Richmond in Indiana. 1908 erfolgte die Umfirmierung in George W. Davis Motor Car Company, als die Produktion von Automobilen begann. Der Markenname lautete Davis. Walter Davis wird zu dieser Zeit als zweite Person genannt. In den besten Jahren entstanden über 1000 Fahrzeuge. Gegen Ende der 1920er Jahre gingen die Verkaufszahlen zurück.
Im Februar 1928 übernahm die Automobile Corporation of America unter Leitung von Villor P. Williams das Unternehmen. Die Produktion lief in geringen Stückzahlen weiter und endete noch 1928. Vorhandene Fahrzeuge wurden bis 1929 verkauft. Rasenmäher entstanden noch 1930.

## Fahrzeuge
Von 1908 bis 1910 wurden Highwheeler produziert.
1911 kamen modernere und tiefer gebaute Fahrzeuge auf den Markt. Sie hatten einen Vierzylindermotor der Continental Motors Company. Im Thirty-Five leistete er 35 PS und im Fifty 50 PS. Das schwächere Modell hatte 284 cm Radstand und das stärkere Modell 305 cm Radstand. Beide waren als Fore-Door Tourenwagen und als fünfsitziger Torpedo erhältlich.
1912 gab es nur die Series 40. Der Motor leistete 40 PS. Das Fahrgestell hatte 284 cm Radstand. Die Fahrzeuge waren als fünfsitzige Tourenwagen, viersitzige Torpedo-Tourenwagen und zweisitzige Roadster karosseriert.
1913 wurde bei der Series 40 der Radstand auf 300 cm verlängert. Der Torpedo entfiel. Der Series 50 ergänzte das Sortiment. Der Motor leistete 50 PS. Der Radstand des fünfsitzigen Tourenwagens entsprach dem schwächeren Modell.
1914 standen drei Modelle im Angebot. Im Model 35-K leistete der Motor 20 PS. Der zweisitzige Roadster hatte 284 cm Radstand. Das Model 50-A hatte einen 32-PS-Motor, 300 cm Radstand und eine fünfsitzige Tourenwagenkarosserie. Der Six-50 war das erste Modell der Marke mit einem Sechszylindermotor. Er leistete 50 PS. Der Radstand betrug 328 cm. Der offene Tourenwagen bot Platz für fünf Personen.
1915 ersetzte das Model 38 das kleinste Vorjahresmodell. Die Motorleistung wurde leicht auf 23 PS erhöht, während der Radstand gleich blieb. Zum zweisitzigen Roadster gesellte sich ein fünfsitziger Tourenwagen. Das mittlere Modell entfiel. Der Six-50 hatte mit 325 einen geringfügig kürzeren Radstand als im Vorjahr. Der Motor blieb unverändert. Die Tourenwagen hatten wahlweise fünf oder sechs Sitze.
1916 war das letzte Jahr für ein Vierzylindermodell. Das Model C-38 entsprach dem vorherigen Model 38. Im Model 6-E leistete der Motor 50 PS. Auf einem Radstand von 315 cm wurde eine siebensitzige Tourenwagenkarosserie montiert. Model 6-F als viersitziger Roadster und Model 6-G als fünfsitziger Tourenwagen hatten identisch 30 PS Leistung und 305 cm Radstand.
1917 gab es zwei verschiedene Modelle mit dem gleichen Namen Model 6-H. Eine Ausführung hatte einen 30-PS-Motor, 302 cm Radstand und Aufbauten als siebensitziger Tourenwagen, fünfsitziger Club Roadster und siebensitzige Limousine. Die stärkere Ausführung mit 50-PS-Motor und 315 cm Radstand war nur als Tourenwagen mit sieben Sitzen erhältlich.
1918 kam zum Model 6-H mit 302 cm Radstand das Model 6-K mit 318 cm Radstand. Der Motor war jeweils mit 30 PS angegeben. Die Karosserien als vier- und siebensitzige Tourenwagen, fünfsitzige Club Roadster und siebensitzige Limousine unterschieden sich nicht.
1919 sah die Beschränkung auf das kleinere Modell, allerdings mit 305 cm Radstand. Zur Wahl standen Tourenwagen und Limousine mit jeweils sieben Sitzen, Tourenwagen und Coupé mit jeweils vier Sitzen sowie ein Chummy Roadster.
1920 wurde daraus die Series 50. Die Motorleistung wurde auf 38 PS gesteigert. Überliefert sind fünfsitziger Tourenwagen, viersitziger Sport, viersitziger Special Sport, fünfsitzige Limousine und viersitziges Coupé.
1921 war der Motor mit 58 PS angegeben. Die Fahrzeuge waren als Tourenwagen und Limousine mit fünf Sitzen, Sport und Special Sport mit vier Sitzen, Roadster und Special Roadster mit drei Sitzen und Coupé mit vier Sitzen erhältlich.
Für 1922 ist nur bekannt, dass Series 60 und Series 71 im Angebot standen.
1923 sah eine Erweiterung des Sortiments. In der Series 60 leistete der Motor 64 PS. Der Radstand betrug 305 cm. Die Aufbauten wurden Man O’War mit drei Sitzen und Fleetaway mit wahlweise vier oder fünf Sitzen genannt. Die Series 70 hatte einen Motor mit 52 PS Leistung und ein Fahrgestell mit 292 cm Radstand. Sie gab es als dreisitzigen Roadster, viersitzigen Sport und Coupé, fünfsitzigen Phaeton, Limousine und California sowie als siebensitzigen Tourenwagen. Ein Motor mit 68 PS Leistung trieb die Series 80 mit 300 cm Radstand an. Der Roadster hatte drei Sitze, der Tourenwagen vier Sitze und die Limousine fünf Sitze. Dazu kam ein Utility Brougham.
1924 wurde nur die mittlere Baureihe gefertigt. Überliefert sind Phaeton mit fünf Sitzen, Legionare mit vier Sitzen, Man O’War mit drei Sitzen, Utility Brougham mit fünf Sitzen, Brougham mit vier Sitzen und zwei verschiedene Limousinen mit jeweils fünf Sitzen.
1925 wurde daraus das Model 90, allerdings mit einem auf 300 cm verlängerten Radstand. Der normale Brougham entfiel, während der Man O’War nun viersitzig war. Dazu kam das Model 91 mit einem 68-PS-Motor und 295 cm Radstand. Als Aufbauten sind Roadster mit vier Sitzen sowie Phaeton, Brougham und Limousinen mit fünf Sitzen genannt.
1926 wurde das letztgenannte Modell in Model 92 umbenannt. Der Man O’War bot vier Sitze, während Tourenwagen, Legionaire und drei verschiedene Limousinen fünfsitzig waren. Das Model 93 ergänzte das Sortiment. Der Motor leistete 48 PS. Der Radstand betrug 277 cm. Die Fahrzeuge waren als Limousine mit fünf Sitzen karosseriert.
1927 war die einzige Änderung beim Model 92 das Ersetzen des Man O’War durch einen viersitzigen Roadster. Das Karosserieangebot für das Model 93 wurde um ein dreisitziges Coupé erweitert. Neu auf dem Markt erschien das Model 98. Der Achtzylindermotor leistete 85 PS. Das Fahrgestell hatte 302 cm Radstand. Die Aufbauten wurden Polo Roadster und Princess Coupé mit jeweils vier Sitzen sowie Emperior Sedan und Legionaire Touring mit jeweils fünf Sitzen genannt.
Im letzten Produktionsjahr 1928 bestand das Angebot nur aus dem Model 99. Er entsprach bezüglich Motor, Radstand und Aufbauten dem Achtzylindermodell des Vorjahres.

## Modellübersicht
| Jahr      | Modell      | Zylinder | Leistung (PS) | Radstand (cm) | Aufbau |
| --------- | ----------- | -------- | ------------- | ------------- | --- |
| 1908–1910 | Motor Buggy |          |               |               | |
| 1911      | Thirty-Five | 4        | 35            | 284           | Fore-Door Tourenwagen, Torpedo 5-sitzig |
| 1911      | Fifty       | 4        | 50            | 305           | Fore-Door Tourenwagen, Torpedo 5-sitzig |
| 1912      | Series 40   | 4        | 40            | 284           | Tourenwagen 5-sitzig, Torpedo Tourenwagen 4-sitzig, Roadster 2-sitzig                                                                          |
| 1913      | Series 40   | 4        | 40            | 300           | Tourenwagen 5-sitzig, Roadster 2-sitzig |
| 1913      | Series 50   | 4        | 50            | 300           | Tourenwagen 5-sitzig |
| 1914      | Model 35-K  | 4        | 20            | 284           | Roadster 2-sitzig |
| 1914      | Model 50-A  | 4        | 32            | 300           | Tourenwagen 5-sitzig |
| 1914      | Six-50      | 6        | 50            | 328           | Tourenwagen 5-sitzig |
| 1915      | Model 38    | 4        | 23            | 284           | Tourenwagen 5-sitzig, Roadster 2-sitzig |
| 1915      | Six-50      | 6        | 50            | 325           | Tourenwagen 5-sitzig und 6-sitzig |
| 1916      | Model C-38  | 4        | 23            | 284           | Tourenwagen 5-sitzig, Roadster 2-sitzig |
| 1916      | Model 6-E   | 6        | 50            | 315           | Tourenwagen 7-sitzig |
| 1916      | Model 6-F   | 6        | 30            | 305           | Roadster 4-sitzig |
| 1916      | Model 6-G   | 6        | 30            | 305           | Tourenwagen 5-sitzig |
| 1917      | Model 6-H   | 6        | 30            | 302           | Tourenwagen 7-sitzig, Club Roadster 5-sitzig, Limousine 7-sitzig                                                                               |
| 1917      | Model 6-H   | 6        | 50            | 315           | Tourenwagen 7-sitzig |
| 1918      | Model 6-H   | 6        | 30            | 302           | Tourenwagen 4-sitzig und 7-sitzig, Club Roadster 5-sitzig, Limousine 7-sitzig                                                                  |
| 1918      | Model 6-K   | 6        | 30            | 318           | Tourenwagen 4-sitzig und 7-sitzig, Club Roadster 5-sitzig, Limousine 7-sitzig                                                                  |
| 1919      | Model 6-H   | 6        | 30            | 305           | Tourenwagen 4-sitzig und 7-sitzig, Chummy Roadster, Limousine 7-sitzig, Coupé 4-sitzig                                                         |
| 1920      | Series 50   | 6        | 38            | 305           | Tourenwagen 5-sitzig, Sport 4-sitzig, Special Sport 4-sitzig, Limousine 5-sitzig, Coupé 4-sitzig                                               |
| 1921      | Series 50   | 6        | 58            | 305           | Tourenwagen 5-sitzig, Sport 4-sitzig, Roadster 3-sitzig, Special Roadster 3-sitzig, Coupé 4-sitzig, Limousine 5-sitzig, Special Sport 4-sitzig |
| 1922      | Series 60   | 6        |               |               | |
| 1922      | Series 71   | 6        |               |               | |
| 1923      | Series 60   | 6        | 64            | 305           | Man O’War 3-sitzig, Fleetaway 4-sitzig und 5-sitzig                                                                                            |
| 1923      | Series 70   | 6        | 52            | 292           | Tourenwagen 5-sitzig, Phaeton 5-sitzig, Sport 4-sitzig, Roadster 3-sitzig, Limousine 5-sitzig, Coupé 4-sitzig, California 5-sitzig             |
| 1923      | Series 80   | 6        | 68            | 300           | Limousine 5-sitzig, Tourenwagen 4-sitzig, Roadster 3-sitzig, Utility Brougham                                                                  |
| 1924      | Series 70   | 6        | 52            | 292           | Phaeton 5-sitzig, Legionaire 4-sitzig, Man O’War 3-sitzig, Utility Brougham 4-sitzig, Limousine 5-sitzig                                       |
| 1925      | Model 90    | 6        | 52            | 300           | Phaeton 5-sitzig, Man O’War 4-sitzig, Legionaire 4-sitzig, Utility Brougham 5-sitzig, Limousine 5-sitzig                                       |
| 1925      | Model 91    | 6        | 68            | 295           | Phaeton 5-sitzig, Roadster 4-sitzig, Brougham 5-sitzig, Limousine 5-sitzig                                                                     |
| 1926      | Model 92    | 6        | 68            | 300           | Tourenwagen 5-sitzig, Man O’War 4-sitzig, Limousine 5-sitzig, Legionaire 5-sitzig                                                              |
| 1926      | Model 93    | 6        | 48            | 277           | Limousine 5-sitzig |
| 1927      | Model 92    | 6        | 68            | 300           | Tourenwagen 5-sitzig, Roadster 4-sitzig, Limousine 5-sitzig, Legionaire 5-sitzig                                                               |
| 1927      | Model 93    | 6        | 48            | 277           | Limousine 5-sitzig, Coupé 3-sitzig |
| 1927      | Model 98    | 8        | 85            | 302           | Polo Roadster 4-sitzig, Princess Coupé 4-sitzig, Emperor Limousine 5-sitzig, Legionaire Tourenwagen 5-sitzig                                   |
| 1928      | Model 99    | 8        | 85            | 302           | Polo Roadster 4-sitzig, Princess Coupé 4-sitzig, Emperor Limousine 5-sitzig, Legionaire Tourenwagen 5-sitzig                                   |

## Produktionszahlen
| Jahr  | Produktionszahl |
| ----- | --------------- |
| 1910  | 136             |
| 1911  | 320             |
| 1912  | 699             |
| 1913  | 732             |
| 1914  | 820             |
| 1915  | 623             |
| 1916  | 823             |
| 1917  | 940             |
| 1918  | 872             |
| 1919  | 923             |
| 1920  | 1.780           |
| 1921  | 1.363           |
| 1922  | 1.213           |
| 1923  | 949             |
| 1924  | 812             |
| 1925  | 692             |
| 1926  | 98              |
| 1927  | 98              |
| 1928  | 26              |
| Summe | 13.919          |